# Alberti-Bass
Der Alberti-Bass (meist im Plural gebraucht: Alberti-Bässe auch Albertische Bässe oder Harfenbässe) ist eine spezielle Art der musikalischen Begleitung, die vor allem in der klassischen Musik Verwendung findet. Benannt ist der Alberti-Bass nach seinem Erfinder Domenico Alberti.
Es handelt sich um ein ausgeschriebenes Arpeggio, bei dem die einzelnen Töne der Akkorde nicht gleichzeitig, sondern nacheinander, typischerweise in der Reihenfolge „tiefster, höchster, mittlerer, höchster Ton“ erklingen. Die Abfolge der Töne ist dabei nicht strikt festgelegt und wurde von den Komponisten immer auch variiert. Dieses Muster wird im weiteren Verlauf des Musikstückes öfter wiederholt. Ein bekanntes Beispiel für einen Alberti-Bass ist der Anfang von Wolfgang Amadeus Mozarts Klaviersonate in C-Dur, KV 545:
In der Regel werden die Alberti-Bässe als Begleitfiguren in Werken für Tasteninstrumente verwendet und mit der linken, seltener mit der rechten Hand gespielt, allerdings findet man sie auch in Kompositionen für andere Instrumente, wie z. B. in Béla Bartóks 5. Streichquartett von 1934. Typische Lagen sind die kleine und die eingestrichene Oktave.